# Paul Scholes
Paul Scholes, angleški nogometaš in trener, * 16. november 1974, Salford, Anglija, Združeno kraljestvo.

## Življenjepis
Scholes je začel trenirati v svojem do sedaj edinem klubu Manchester United pri 14. letih, svojo prvo profesionalno pogodbo s klubom pa je podpisal 23. julija 1993.
Za člansko ekipo je prvič zaigral 24. septembra 1994. V sezoni 1994/95 je nastopil na 17. tekmah v angleški ligi Premiership in tudi petkrat zadel. Kljub obetavnim začetkom pa se je v začetno enajsterico uvrstil šele v sezoni 1997/98, ko je po deveti tekmi prvenstva na sredini igrišča zamenjal poškodovanega soigralca Roya Keana.

### Reprezentančna kariera
Za angleško nogometno reprezentanco je Scholes prvič nastopil leta 1997 na prijateljski tekmi tekmi proti Južnoafriški republiki, že prihodnje leto pa je bil vpoklican v reprezentanco za nastop na svetovnem prvenstvu 1998. Kasneje je za Anglijo nastopil še na evropskem prvenstvu leta 2000, svetovnem prvenstvu leta 2002 in evropskem prvenstvu 2004. Avgusta 2004 se je odpovedal nastopom za angleško reprezentanco.